# Tattoo (single)
Pour les articles homonymes, voir Tattoo.
Singles de Nanase Aikawa
Everybody Goes
(2006) Fine Fine Day
(2010)
Tattoo est le 28e single de Nanase Aikawa, sorti sous le label Avex Trax le 11 novembre 2009 au Japon. Il atteint la 56e place du classement de l'Oricon et reste classé pendant 2 semaines pour un total de 1 878 exemplaires vendus. Tattoo se trouve sur la compilation Rock or Die.

## Liste des titres
| 1. | Tattoo                              |  |
| 2. | Back to the day                     |  |
| 3. | Dahlia ~you’re my universe version~ |  |

| 1. | Tattoo (PV)          |  |
| 2. | Back to the day (PV) |  |